# Pound (Wisconsin)
Pour les articles homonymes, voir Pound.
Pound est un village du comté de Marinette, dans l'État du Wisconsin, aux États-Unis. En 2020, il comptait une population de 357 habitants.